# 里奧·波查德
里奧·波查德（德語：Lew Lwowitsch "Leo" Borchard，1899年3月31日—1945年8月23日），生於莫斯科的德國指揮家，師從赫爾曼·舍爾興，曾任柏林愛樂樂團首席指揮。

## 生平

### 早年生涯
波查德生於莫斯科，雙親均為德國人。隨後在聖彼得堡接受音樂教育，並成為史坦尼斯拉夫斯基劇場的常客。
在爆發俄國革命後，波查德於1920年移居德國。其後時任科隆歌劇院首席指揮奧托·克倫佩勒聘為助手，因克倫佩勒對其指揮造詣欠缺信心，波查德在此期間為其提供不少建議。

### 二戰前後

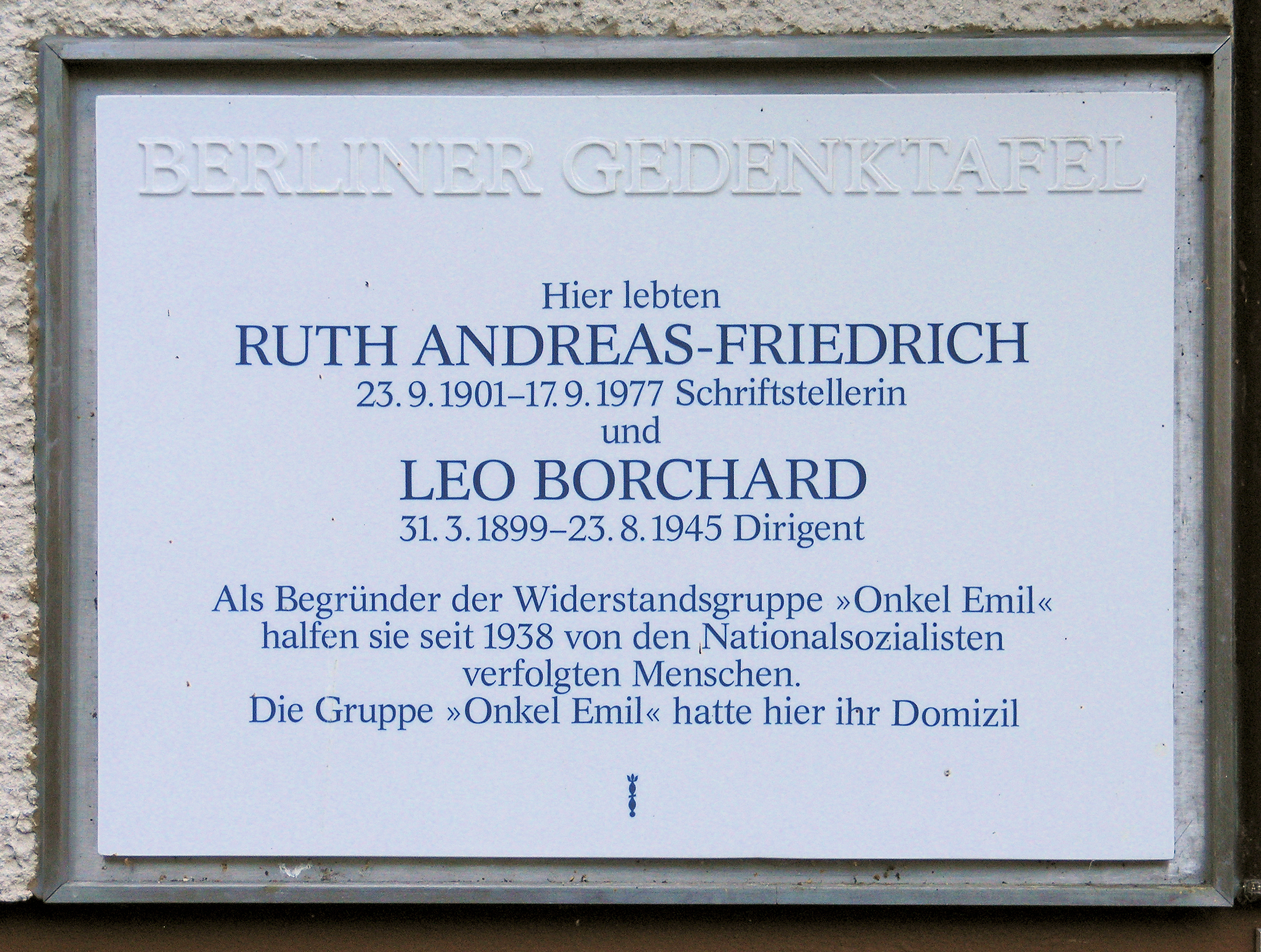
柏林市為波查德與安潔雅斯-腓特烈立的紀念銘牌

1933年1月3日，波查德首次指揮柏林愛樂樂團，是次音樂會上演奏海頓、貝多芬、勃拉姆斯等作品。1935年，納粹政權以「政治取向不可靠」為由禁止波查德指揮，故此波查德在家從事音樂教學并收留好友，當中包括波利斯·布拉卻和馮·艾能。
第二次世界大戰期間，他假安德烈·克拉斯諾（Andrik Krassnow）的名義留在柏林，夥路德·安潔雅斯-腓特烈（Ruth Andreas-Friedrich）組織并參與納粹抵抗運動組織Onkel Emil，在此期間，他的職責包括與證件偽造專家路德維希·利希特維茨（Ludwig Lichtwitz）接觸。
1945年5月26日，納粹德國無條件投降兩周後，柏林愛樂隨即恢復演出的活動，波查德在泰坦尼娅宫（Titania-Palast cinema）舉行音樂會，指揮门德尔松的《仲夏夜之夢》序曲，莫扎特的A大調小提琴協奏曲和柴可夫斯基的第4號交響曲，獲得公眾的一致好評。但首席指揮福特萬格勒因被懷疑與納粹有關而被停職調查，波查德因反納粹及俄語能力與佔領盟軍關係密切，獲蘇聯軍官尼古拉·别尔扎林授意執掌樂團的指揮大權。直至遭誤殺前，波查德與樂團共合作了22場音樂會。

### 悲劇之死

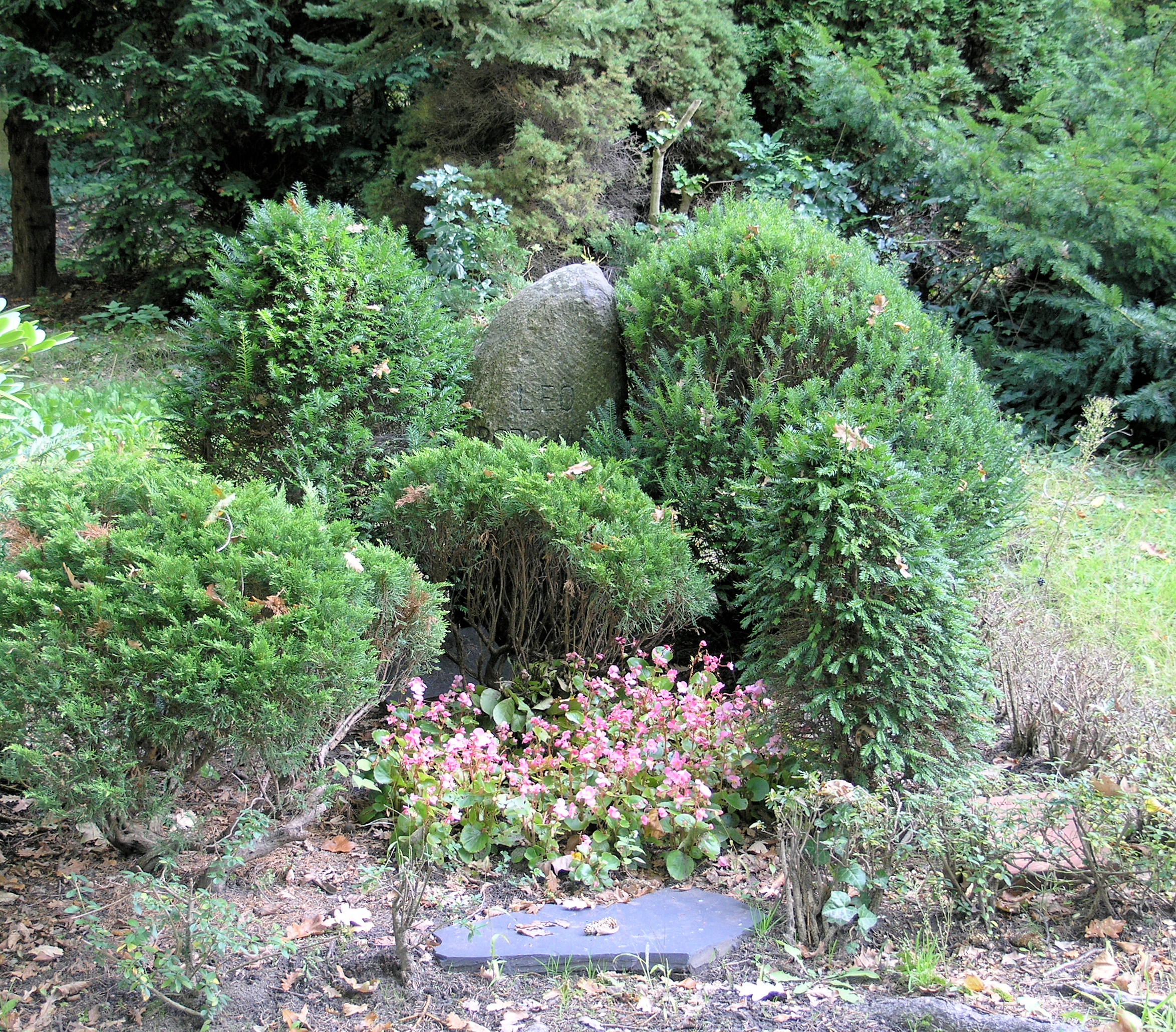
波查德長眠於柏林施特格利茨區的紀念公墓

1945年8月23日，波查德在指揮音樂會后乘車歸宅。駕車的英籍軍官友人駛至美國佔領區時，誤解哨站當值美軍示意停車手勢繼續行駛遭射擊，同行的軍官友人與安潔雅斯-腓特烈雖受傷但無大礙，而波查德却不幸地結束了其短暫一生。經此事後盟軍檢討對策，避免同類慘劇再度發生。波查德其後於同年8月29日下葬，同日柏林愛樂則由初出茅廬的傑利畢達克臨危授命擔任常任指揮，並表演紀念音樂會。
1995年，適逢波查德逝世50週年，時任首席指揮阿巴多攜柏林愛樂演奏馬勒的第6號交響曲《悲劇》，以此紀念這位悲劇名家。

## 灌錄作品
- 博凯里尼 － 小步舞曲（Minuet）
- 德利伯 － 《馬祖卡舞》及《洋娃娃圓舞曲》，選自《柯碧莉亞》（Mazurka & Valse Lente from Coppelia）
- 尚‧弗朗賽（英语：Jean Françaix） － 鋼琴和樂團的小協奏曲（Piano Concertino）
- 格拉祖诺夫 － 音诗《斯捷潘·拉辛》（Stenka Razin）※
- 普契尼 －《托斯卡》管弦樂節選
- 雷比柯夫（英语：Vladmir Rebikov） － 搖籃曲（Berceuse）
- 蘇佩 － 《快樂的強盜》序曲（Die Banditenstreiche Overture）
- 柴可夫斯基 － 《羅密歐與朱麗葉幻想序曲》 ※；《胡桃夾子》節選
- 華格納 － 沃坦道別（Wotan's Farewell to His Favorite Daughter）
- 韦伯 － 《奧伯龍》序曲 ※

（※：1945年6月發布）

## 脚注
1. ↑  Heyworth, Peter. . 劍橋大學出版社. 1983年: 385頁. ISBN 0-521-24488-9 （英语）.
2. 1 2 3 4 5  . 柏林愛樂樂團.   [2014-08-14]. （原始内容存档于2014-10-20） （英语）.
3. 1 2 3 4  . MUZIK 謬斯客·古典樂刊 (No. 60). MUZIK ONLINE. 2011年12月  [2014-08-14]. （原始内容存档于2019-06-30） （中文（臺灣））.
4. ↑  Friedrich, Ruth-Andreas. Der Schattenmann – Tagebuch Aufzeichnungen 1938-1945. Surhrkamp Verlag, 1947; as quoted in notes by Myriam Scherchen and René Trémine for CD Tahra 520.
5. ↑  里奧·波查德在discogs.com的簡介 （页面存档备份，存于）（英文）
6. ↑  Patmore D. Review of Tahra CD 520. Classic Record Collector，2004年8月
7. ↑  Monod, David. . 北卡羅來納州州立大學出版社. 2005: 75. ISBN 0-8078-2944-7.
8. ↑  Stivers, William. . 戰鬥研究中心（Combat Studies Institute）  (编). . 戰鬥研究中心出版社. 2004年: 161頁. ISBN 1-4289-1650-4.
9. ↑  Darrell R D.The Gramophone Shop Encyclopedia of Recorded Music. Gramophone Shop Inc，1936; Classic Record Collector 評論